# Gretag
Die Firma Gretag AG in Regensdorf war die Nachfolgegesellschaft der Dr. Edgar Gretener AG, die von Edgar Gretener gegründet worden war. Anfänglich waren das Eidophor-Grossprojektionssystem und Verschlüsselunggeräte die Hauptprodukte. Nach dem Tod von Gretener im Oktober 1958 übernahm die Schweizer Chemiefirma CIBA Holding AG die Dr. Edgar Gretener AG und führte die Geschäfte unter dem Firmennamen Gretag AG weiter. Zu den ursprünglichen Produktlinien kamen Filmverarbeitungssysteme und Geräte zur Farbmessung hinzu. Bei einer strategischen Neuausrichtung der Firma Ciba-Geigy wurde Gretag AG 1990 verkauft und durch einen Management-Buy-out von Eduard Brunner, dem Amerikaner William Recker und Hans-Rudolf Zulliger übernommen. Es entstanden Tochterfirmen für die Hauptproduktbereiche, wobei zwei an der Schweizer Börse gelistet und verselbständigt wurden.
Die verschiedenen Produktbereiche hatten wenig Gemeinsamkeiten und nahmen einen unterschiedlichen Verlauf.

## Eidophor

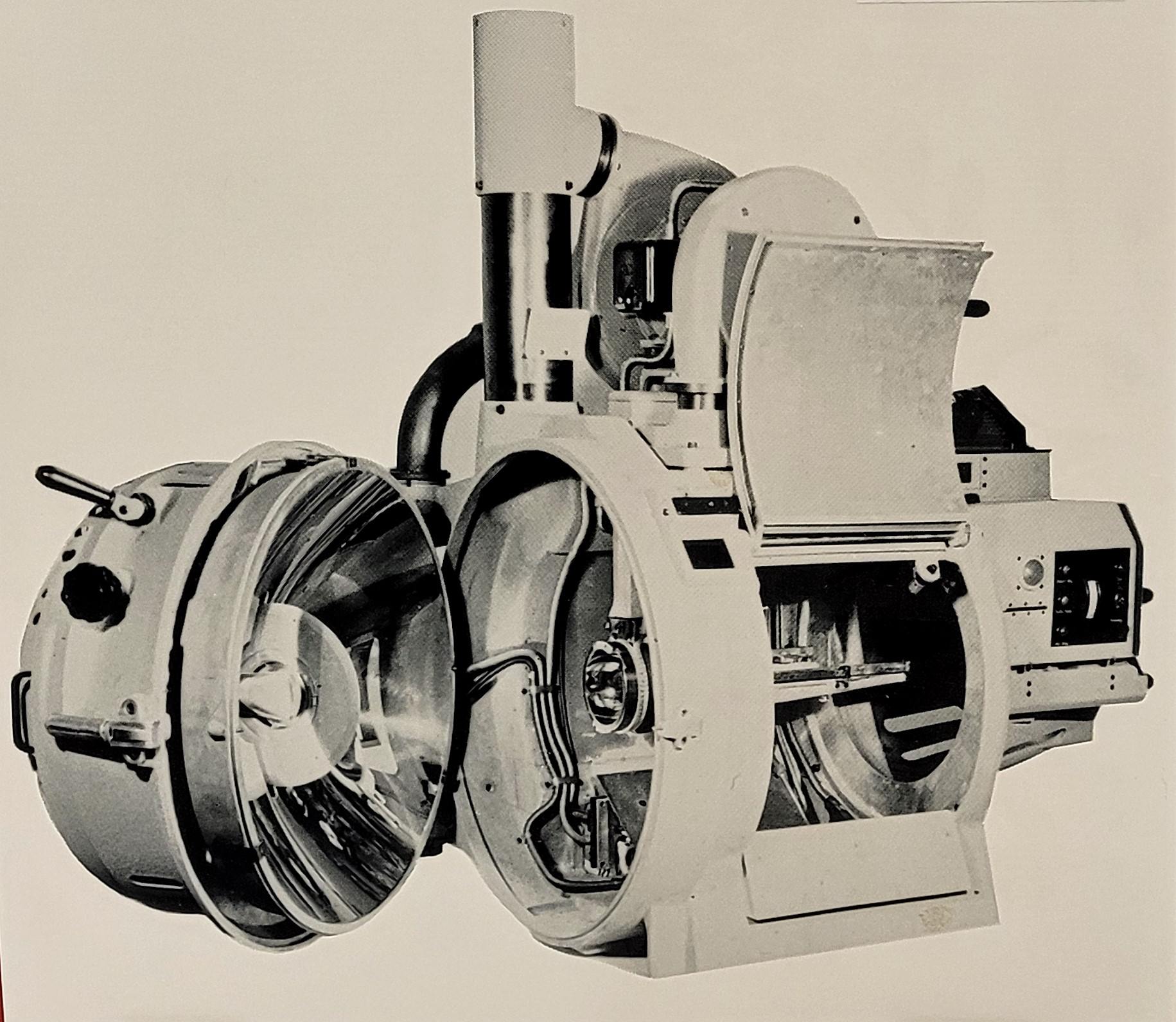
Lichtstarke Gretag-Lichtbogenlampe für Projektoren

Das Eidophor-Projektionssystem wurde weiter optimiert, Geräte wurden hergestellt und gewartet. Als Beiprodukt wurden besonders leistungsfähige Lampen (Lichtbogenlampen, Super-Ventarc-Lampen) als Lichtquellen hergestellt, die u. a. 1965 im weltweit grössten Outdoor-Projektor Spitlight eingesetzt wurde. Mit dem Aufkommen von moderneren Projektionssystemen auf der Basis von Halbleitertechnologien, wurde die Geschäftstätigkeit Eidophor eingestellt.

## Verschlüsselungsgeräte

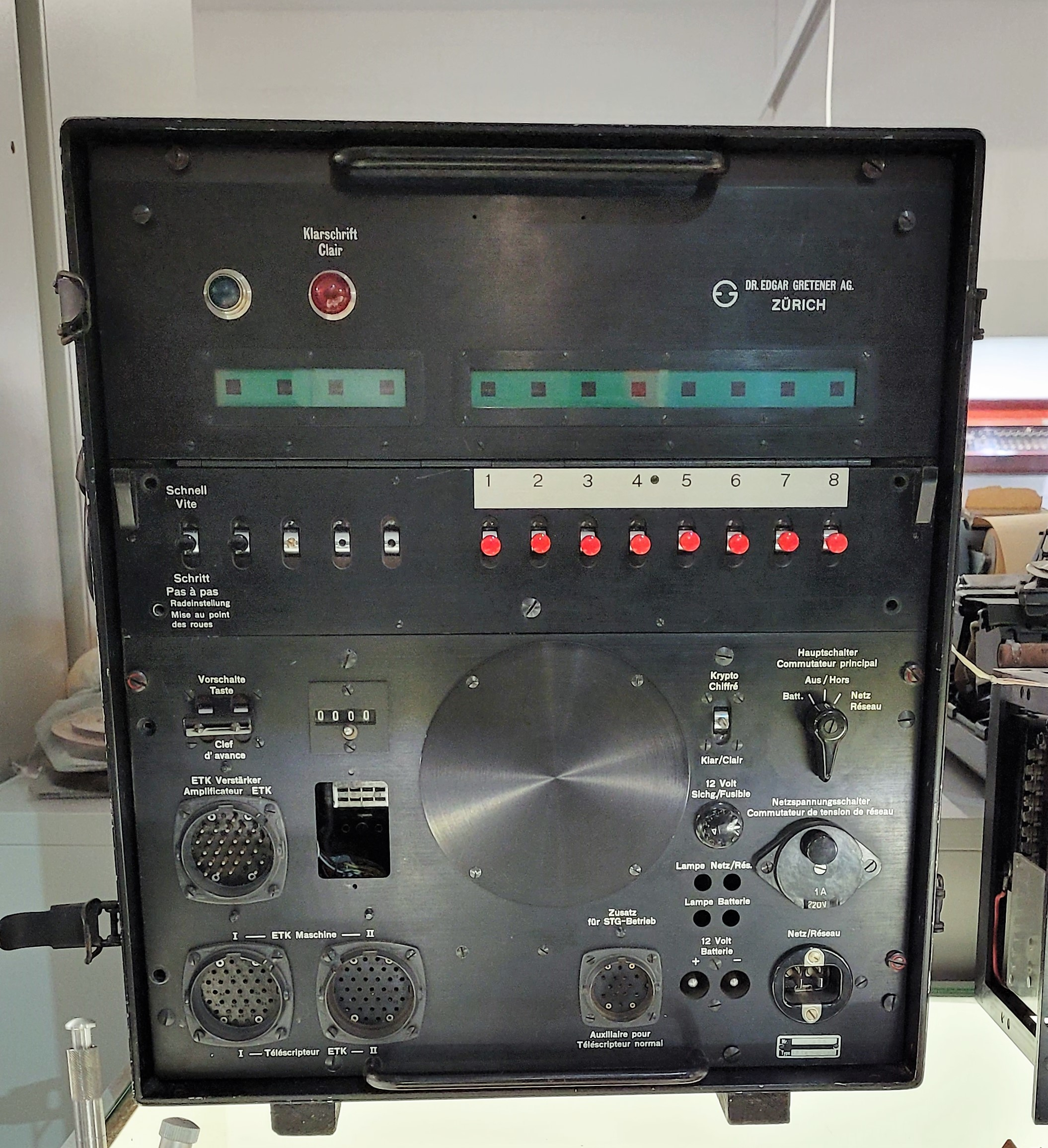
Verschlüsselungsgerät TC-53 der Firma Gretag AG

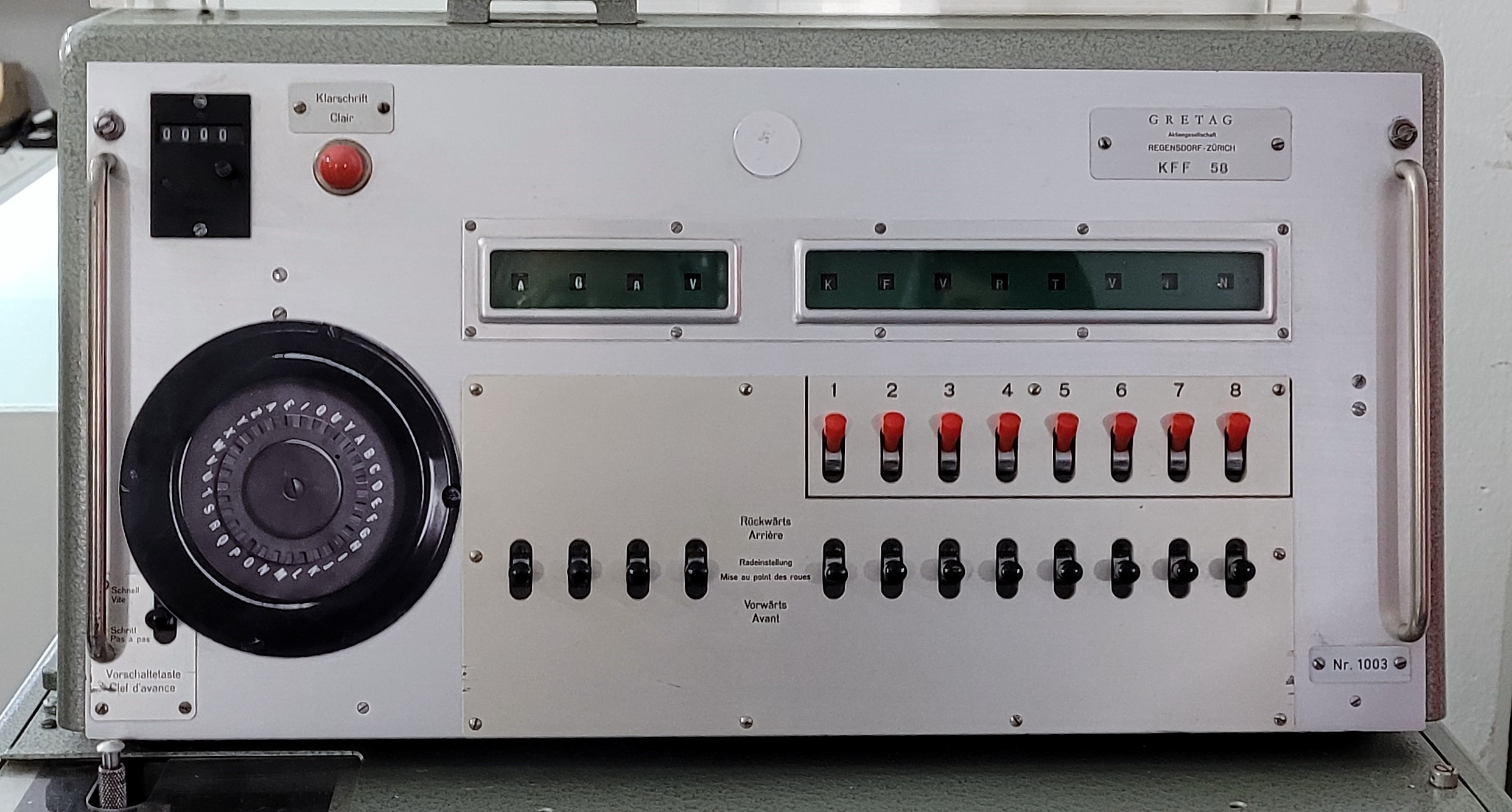
Gretag-Verschlüsselungsgerät KFF/TC-58 für die Schweizer Armee

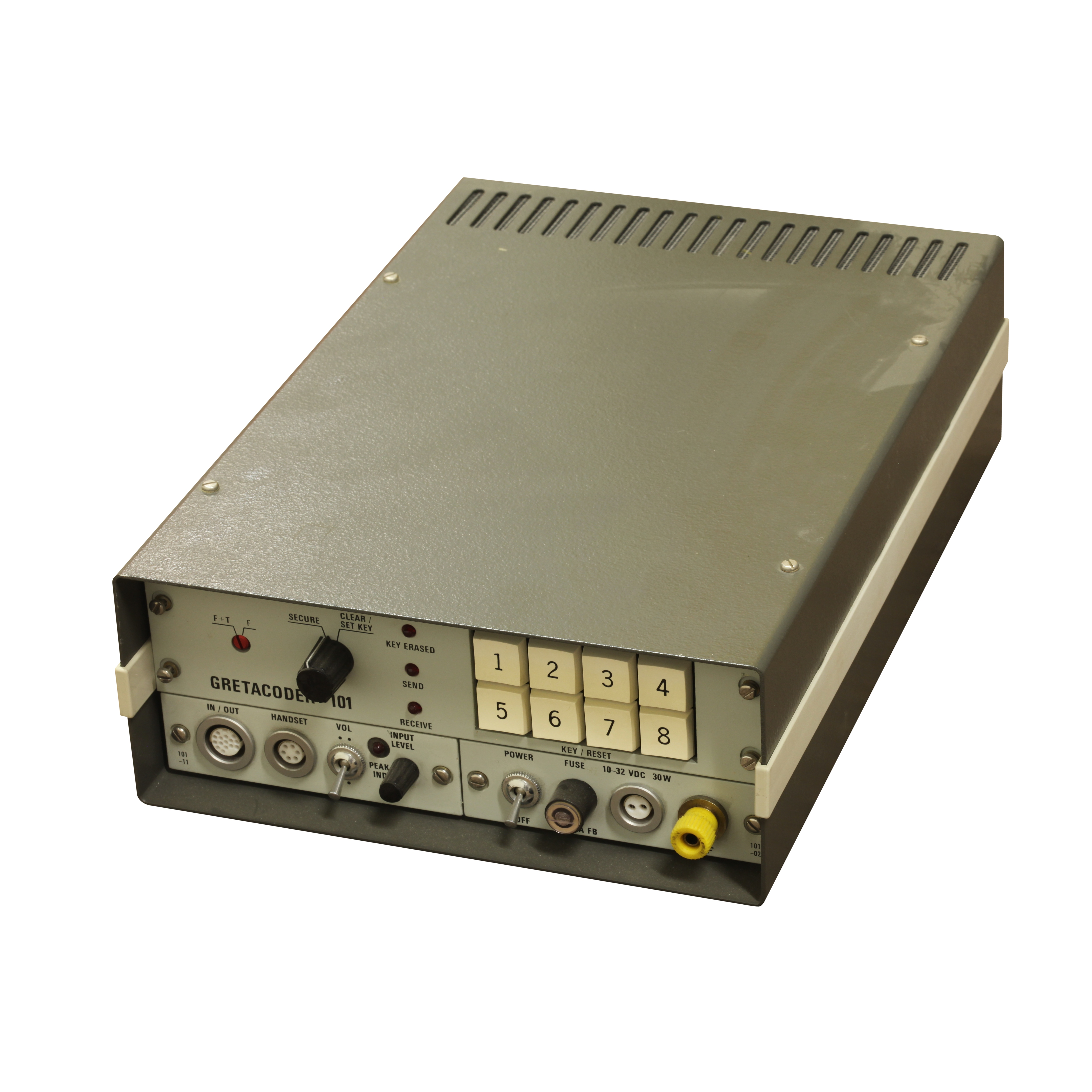
Vocoder GC-101

Die von Edgar Gretener aufgenommene Entwicklung von Verschlüsselungsgeräten wurde fortgeführt. Der noch von Gretener entwickelten Chiffriermaschine Telecrypto 53 (TC-53) nach einem modifizierten Vernam-Verfahren mit integriertem Schlüsselzeichengeber und dem seit 1947 eingeführten Einton-Kombinationsfernschreiber ETK für die Schweizer Armee folgte der Kryptofunkfernschreiber KFF-58. Während diese Geräte noch mit Elektronenröhren bestückt waren, folgten Chiffriergeräte modernerer Bauart. Mit dem TC-534 wurde 1964 ein volltransistorisiertes Verschlüsselungsgerät ohne mechanische Elemente eingeführt. Das System bestand aus zwei Geräten, dem Verschlüsselungs- und dem Übermittlungsteil. Neben verbesserter Synchronisation zwischen Sende- und Empfangsstation wurde auch eine Fehlererkennung bei der Übermittlung realisiert. Das Nachfolgegerät TC-535 für militärische Zwecke wurde ab 1974 geliefert, dasjenige für zivile Zwecke als TC-515 ab 1976.
Viele spätere Geräte trugen die Bezeichnung Gretacoder. Die ersten portablen Chiffriergeräte wurden dank dem Einsatz integrierter Schaltungen (ICs) möglich. Insbesondere das Modell GC-905 ab 1974 und das Modell GC-906 mit vollständiger Eingabetastatur ab 1975 wurden noch als reine Hardwarelösungen mit CMOS-Schaltungen realisiert. Ab dem Typ GC-517 wurden Mikroprozessoren und Software verwendet. Dieses Gerät kam ab 1980 vorwiegend bei Banken zum Einsatz. Davon wurden bis 1983 über tausend Einheiten hergestellt. Das Nachfolgegerät GC-518 kam beim weltweiten Geldtransfersystem SWIFT zum Einsatz. Die speziellen Geräte GC-603 und GC-605 wurden zur Datenübertragung mit hoher Geschwindigkeit bis zu 2'048 Mb/sec entwickelt. Gretag stellte auch Verschlüsselungsgeräte zur Sprach- und Faksimileübertragung her. Das erste derartige Gerät zur Sprachverschlüsselung war der Vocoder GC-101 ab 1973. Zur Verschlüsselung von Daten auf Magnetspeichern wie Festplattenlaufwerken dienten die Modelle Encoder 300 und 324.
Gretag hatte vor allem im Schweizer Markt im Vergleich mit der ebenfalls schweizerischen Crypto AG die Nase vorn. Gretag galt als Hauptlieferantin der Schweizer Behörden. Dies, weil die Eidgenossenschaft während des Kalten Kriegs die technologische Entwicklung bei Gretag vollumfänglich finanziert hatte und selbst zum treusten Kunden wurde. Gretag-Verschlüsselungsgeräte wurden für die Schweizer Botschaften im Ausland eingesetzt, um Telex-Meldungen in die Regierungszentrale nach Bern zu senden.
Die Firma Crypto AG soll, verdeckt über die US-Firma Motorola, versucht haben, den Konkurrenten Gretag zu übernehmen, was nicht gelang. Das Behördengeschäft von Gretag wurde 1987 in die neu gegründete Firma Omnisec AG ausgelagert. Omnisec gehörte der Argonium S.A., Genf, deren einziger Aktionär Urs Ingold war. Als erster Geschäftsführer von Omnisec wurde Pierre Schmid eingesetzt, der früher Entwicklungsleiter des Chiffrierbereichs von Gretag gewesen war.
Die übrigen Chiffriertätigkeiten insbesondere des zivilen, kommerziellen Bereichs wurden im Oktober 1991 durch Gretag verkauft und als Tochterfirma von AT&T International unter Gretag Data Systems AG weitergeführt. Bereits 1995 wurde Gretacoder Data Systems AG von AT&T an die US-Firma Industrial Resource Engineering (IRE) weiterverkauft, eine Firma, die von zwei ehemaligen NSA-Mitarbeitern 1983 gegründet worden war. IRE wurde Zulieferer von Gretacoder-Geräten sowohl für Schweizer Banken und die Telekurs SIC (Swiss Interbank Clearing) als auch für das italienische Bancomat-System (SIA). Vor allem aber konnte ab den frühen 1990er Jahren dem internationalen SWIFT-Zahlungsverkehr der Gretacoder GC-720 als Verschlüsselungsgerät zur Verfügung gestellt werden. IRE wurde 2001 in Safenet umgewandelt, die durch Kauf weiterer Firmen zu einem bedeutenden Unternehmen für Informationssicherheitslösungen wurde. Seit 2019 gehört ein grosser Teil der ehemaligen Tätigkeiten zur französischen Thales Group.
Das Geschäft von Omnisec florierte vorerst. Die Firma hatte schliesslich Kunden in 60 Ländern. Alle Mitarbeiter waren Schweizer Bürger. Es wurden Netzwerklösungen auf höchster Sicherheitsstufe für Regierungen, Armeen und Geheimdienste entwickelt und geliefert. Auch kryptografische Smartphones, welche neben spezieller Software auch Hardwaremodifikationen aufwiesen, wurden verkauft. Bei Omnisec lösten sich mehrere Geschäftsführer und Besitzer ab, was auf aufkommende Schwierigkeiten schliessen liess. Im Zeitraum von 1997 bis 2019 wurden durch drei Firmen aus der Schweiz Chiffriereinrichtungen im Gesamtbetrag von 500 Millionen Schweizer Franken exportiert. Dazu gehörte Omnisec AG, die jedoch im Mai 2017 den Betrieb einstellte.

## Film- und Fotoverarbeitungssysteme
Die Gretag-Tätigkeiten im Bereich der Filmverarbeitung wurden 1992 in die Gretag Imaging AG als Tochterfirma übertragen. Zu diesem Zeitpunkt wurde die US-Firma Standard Manufacturing übernommen. Damit bot Gretag Imaging weltweit das grösste Gerätesortiment für die Herstellung von Amateur-Farbfotos an. Durch eine Reihe weiterer Firmenzukäufe wie die Übernahme der deutschen Hostert GmbH 1994 wurde das Produkteprogramm um Fotofilm- und Fotopapier-Entwicklungsmaschinen für Gross- und Fachlabors erweitert. Dazu gehörten Hochleistungs-Fotoprinter. Der Kauf der Systel International SpA 1998 diente ebenfalls der Geschäftserweiterung. Gretag Imaging wurde in die zwei Geschäftsbereiche Professional Imaging und Consumer Imaging gegliedert. Gretag Imaging öffnete sich als selbständige Gesellschaft im Juni 1998 dem Publikum und wurde zum ersten Mal an der Schweizer Börse gehandelt. Die Firma wuchs rasch und hatte 2000 einen Personalbestand von 2781 Angestellten. Die Firma Eastman Kodak wurde über ihre Tochtergesellschaft Qualex ein bedeutender Kunde und ging eine Minderheitsbeteiligung ein. Bald zeichnete sich jedoch ab, dass die aufkommende digitale Fotografie zu einer ernsthaften Bedrohung für das Geschäftsmodell von Gretag Imaging wurde. Die Geschäftsergebnisse erodierten. Auf früheren Akquisitionen wie derjenigen von Sienna Imaging und Telepix mussten Goodwill-Abschreibungen vorgenommen und Personal entlassen werden. Ende 2002 verblieben noch 1300 Beschäftigte. 2002 wurde eine Refinanzierung notwendig. Der Geschäftsbereich Professional Imaging wurde schon 2001 an Océ verkauft. Die Sanierungsverhandlungen stockten, weil italienische Banken als Kreditoren der Tochterfirma San Marco Imaging zögerten. Vor Weihnachten 2002 musste die Bilanz deponiert werden. Die Aktien von Gretag Imaging wurden per 21. Februar 2003 dekotiert.
Ein Teil der Geschäftstätigkeit von Gretag Imaging überlebte. Das Minilabor-Geschäft zusammen mit der Tochtergesellschaft San Marco Imaging (SMI) wurde vom Geschäftsführer der SMI übernommen und weitergeführt. Das Grosslaborgeschäft wurde unter dem Namen Imaging Solutions AG als Tochterfirma des englischen Fotoautomatenherstellers Photo Me mit rund 100 Mitarbeitern per April 2003 weitergeführt.

## Geräte zur Farbmessung

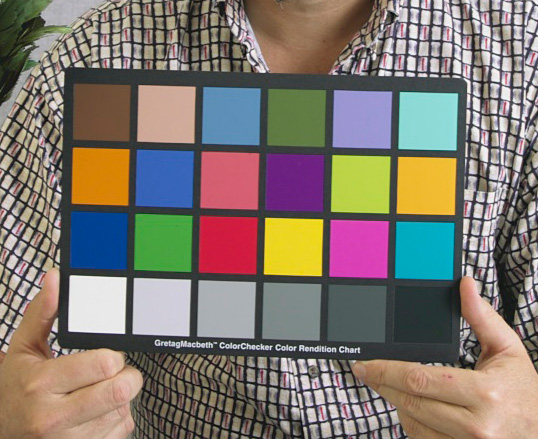
Farbkontrolltafel von Gretag Macbeth

Gretag war auch im Farbenmanagement, in der Farbmetrik zur Herstellung von Färbrezepten und der Messung von Farbunterschieden zur Qualitätssicherung tätig. 1997 fusionierte dieser Bereich mit der US-amerikanischen Macbeth Division der Kollmorgen Corporation in Waltham (Massachusetts) zur Gretag Macbeth und wurde im selben Jahr an die Schweizer Börse gebracht. Bei diesem Bereich bestand eine gewisse Synergie mit Gretag Imaging, da bei der Herstellung von Fotofarbkopien eine Farbüberwachung benötigt wird. Gretag Macbeth wurde 2001 in Amazys Holding AG umbenannt. Die US-Firma X-Rite als bedeutendster Konkurrent übernahm Amazys im Jahr 2006.
Damit kam die Geschichte von Gretag AG und deren Tochterfirmen zu einem Ende.